# Candidature en 2017 des députés français de la XIVe législature

Liste des candidatures en 2017 des députés français de la XIVe législature de la Cinquième République et d'une éventuelle candidature à leur réélection lors des élections législatives des 11 et 18 juin 2017. Les députés en fonction sont présentés au moment du scrutin et de la fin de la mandature. L'année indiquée est celle de leur première élection à l'Assemblée nationale, les mandats pouvant cependant ne pas avoir été continus.
Au 22 février 2017 au moins 111 députés sortants ont confirmé qu'ils ne seront pas candidats à leur succession lors des législatives de juin 2017. Au 18 mai, ce sont 211 élus, soit plus de 36%, qui sont dans ce cas.
À la fin de la législature, sept sièges sont non pourvus : ceux précédemment occupés par  Sylvie Andrieux, François Sauvadet, Bernard Roman, Hervé Morin, Monique Lubin, Christophe Sirugue et Pascal Terrasse, démissionnaires, qui n'ont pas été remplacés (une élection partielle ne pouvant avoir lieu la dernière année de la législature).

## Liste des députés
| Nom                         | Parti | Parti   | Circonscription                       | Première élection | Se représente | Réélu ? |
| --------------------------- | ----- | ------- | ------------------------------------- | ----------------- | ------------- | ------- |
| Damien Abad                 |       | LR      | Ain (5e)                              | 2012              | oui           | oui     |
| Laurence Abeille            |       | EÉLV    | Val-de-Marne (6e)                     | 2012              | oui           | non     |
| Ibrahim Aboubacar           |       | PS      | Mayotte (2e)                          | 2012              | oui           | non     |
| Élie Aboud                  |       | LR      | Hérault (6e)                          | 2012              | oui           | non     |
| Bernard Accoyer             |       | LR      | Haute-Savoie (1re)                    | 1993              | non           | -       |
| Patricia Adam               |       | PS      | Finistère (2e)                        | 2002              | oui           | non     |
| Sylviane Alaux              |       | PS      | Pyrénées-Atlantiques (6e)             | 2012              | oui           | non     |
| Éric Alauzet                |       | EÉLV    | Doubs (2e)                            | 2012              | oui           | oui     |
| Yves Albarello              |       | LR      | Seine-et-Marne (7e)                   | 2007              | oui           | non     |
| Brigitte Allain             |       | EÉLV    | Dordogne (2e)                         | 2012              | oui           | non     |
| Jean-Pierre Allossery       |       | PS      | Nord (15e)                            | 2012              | non           | -       |
| Nicole Ameline              |       | LR      | Calvados (4e)                         | 2007              | oui           | non     |
| Pouria Amirshahi            |       | DVG     | Français établis hors de France (9e)  | 2012              | non           | -       |
| François André              |       | PS      | Ille-et-Vilaine (3e)                  | 2012              | oui           | oui     |
| Benoist Apparu              |       | LR      | Marne (4e)                            | 2012              | non           | -       |
| Nathalie Appéré             |       | PS      | Ille-et-Vilaine (2e)                  | 2012              | non           | -       |
| Kader Arif                  |       | PS      | Haute-Garonne (10e)                   | 2014              | oui           | non     |
| Laurence Arribagé           |       | LR      | Haute-Garonne (3e)                    | 2014              | oui           | non     |
| François Asensi             |       | FG      | Seine-Saint-Denis (11e)               | 1978              | non           | -       |
| Christian Assaf             |       | PS      | Hérault (8e)                          | 2012              | oui           | non     |
| Isabelle Attard             |       | DVG     | Calvados (5e)                         | 2012              | oui           | non     |
| Julien Aubert               |       | LR      | Vaucluse (5e)                         | 2012              | oui           | oui     |
| Olivier Audibert-Troin      |       | LR      | Var (8e)                              | 2012              | oui           | non     |
| Danielle Auroi              |       | EÉLV    | Puy-de-Dôme (3e)                      | 2012              | non           | -       |
| Pierre Aylagas              |       | PS      | Pyrénées-Orientales (4e)              | 2012              | non           | -       |
| Bruno Nestor Azerot         |       | DVG     | Martinique (2e)                       | 2012              | oui           | oui     |
| Alexis Bachelay             |       | PS      | Hauts-de-Seine (1re)                  | 2012              | oui           | non     |
| Guillaume Bachelay          |       | PS      | Seine-Maritime (4e)                   | 2012              | oui           | non     |
| Jean-Paul Bacquet           |       | PS      | Puy-de-Dôme (4e)                      | 1997              | non           | -       |
| Dominique Baert             |       | PS      | Nord (8e)                             | 2007              | non           | -       |
| Patrick Balkany             |       | LR      | Hauts-de-Seine (5e)                   | 2002              | non           | -       |
| Guy Bailliart               |       | PS      | Calvados (3e)                         | 2015              | non           | -       |
| Alain Ballay                |       | DVG     | Corrèze (1re)                         | 2016              | non           | -       |
| Gérard Bapt                 |       | PS      | Haute-Garonne (2e)                    | 1978              | oui           | non     |
| Frédéric Barbier            |       | PS      | Doubs (4e)                            | 2015              | oui           | oui     |
| Jean-Pierre Barbier         |       | LR      | Isère (7e)                            | 2012              | non           | -       |
| Serge Bardy                 |       | PS      | Maine-et-Loire (6e)                   | 2012              | oui           | non     |
| Claude Bartolone            |       | PS      | Seine-Saint-Denis (9e)                | 1981              | non           | -       |
| Christian Bataille          |       | PS      | Nord (12e)                            | 1988              | oui           | non     |
| Delphine Batho              |       | PS      | Deux-Sèvres (2e)                      | 2007              | oui           | oui     |
| Marie-Noëlle Battistel      |       | PS      | Isère (4e)                            | 2010              | oui           | oui     |
| Laurent Baumel              |       | PS      | Indre-et-Loire (4e)                   | 2012              | oui           | non     |
| Philippe Baumel             |       | PS      | Saône-et-Loire (3e)                   | 2012              | oui           | non     |
| Denis Baupin                |       | DVG     | Paris (10e)                           | 2012              | non           | -       |
| Nicolas Bays                |       | PS      | Pas-de-Calais (12e)                   | 2012              | non           | -       |
| Catherine Beaubatie         |       | PS      | Haute-Vienne (3e)                     | 2012              | oui           | non     |
| Marie-Françoise Bechtel     |       | MRC     | Aisne (4e)                            | 2012              | oui           | non     |
| Jean-Marie Beffara          |       | PS      | Indre-et-Loire (3e)                   | 2012              | non           | -       |
| Huguette Bello              |       | PLR     | La Réunion (2e)                       | 1997              | oui           | oui     |
| Luc Belot                   |       | PS      | Maine-et-Loire (1re)                  | 2012              | oui           | non     |
| Jacques-Alain Bénisti       |       | LR      | Val-de-Marne (4e)                     | 2002              | non           | -       |
| Thierry Benoit              |       | UDI     | Ille-et-Vilaine (6e)                  | 2007              | oui           | oui     |
| Karine Berger               |       | PS      | Hautes-Alpes (1re)                    | 2012              | oui           | non     |
| Sylvain Berrios             |       | LR      | Val-de-Marne (1re)                    | 2012              | non           | -       |
| Chantal Berthelot           |       | ÀGEG    | Guyane (2e)                           | 2007              | oui           | non     |
| Véronique Besse             |       | MPF     | Vendée (4e)                           | 2005              | non           | -       |
| Gisèle Biémouret            |       | PS      | Gers (2e)                             | 2007              | oui           | oui     |
| Philippe Bies               |       | PS      | Bas-Rhin (2e)                         | 2012              | oui           | non     |
| Erwann Binet                |       | PS      | Isère (8e)                            | 2012              | oui           | non     |
| Jean-Pierre Blazy           |       | PS      | Val-d'Oise (9e)                       | 2012              | non           | -       |
| Yves Blein                  |       | PS      | Rhône (14e)                           | 2012              | oui           | oui     |
| Jean-Luc Bleunven           |       | DVG     | Finistère (3e)                        | 2012              | oui           | non     |
| Patrick Bloche              |       | PS      | Paris (7e)                            | 1997              | oui           | non     |
| Alain Bocquet               |       | PCF     | Nord (20e)                            | 1978              | non           | -       |
| Daniel Boisserie            |       | PS      | Haute-Vienne (2e)                     | 1997              | non           | -       |
| Jacques Bompard             |       | LS      | Vaucluse (4e)                         | 2012              | oui           | oui     |
| Michèle Bonneton            |       | EELV    | Isère (9e)                            | 2012              | non           | -       |
| Marcel Bonnot               |       | LR      | Doubs (3e)                            | 2002              | non           | -       |
| Christophe Borgel           |       | PS      | Haute-Garonne (9e)                    | 2012              | oui           | non     |
| Éric Bothorel               |       | PS      | Côtes-d'Armor (5e)                    | 2017              | oui           | oui     |
| Jean-Claude Bouchet         |       | LR      | Vaucluse (2e)                         | 2007              | oui           | oui     |
| Florent Boudié              |       | PS      | Gironde (10e)                         | 2012              | oui           | oui     |
| Marie-Odile Bouillé         |       | PS      | Loire-Atlantique (8e)                 | 2008              | non           | -       |
| Christophe Bouillon         |       | PS      | Seine-Maritime (5e)                   | 2007              | oui           | oui     |
| Gilles Bourdouleix          |       | CNIP    | Maine-et-Loire (5e)                   | 2002              | non           | -       |
| Brigitte Bourguignon        |       | PS      | Pas-de-Calais (6e)                    | 2012              | oui           | oui     |
| Malek Boutih                |       | PS      | Essonne (10e)                         | 2012              | oui           | non     |
| Kheira Bouziane             |       | PS      | Côte-d'Or (3e)                        | 2012              | oui           | non     |
| Valérie Boyer               |       | LR      | Bouches-du-Rhône (1re)                | 2007              | oui           | oui     |
| Émeric Bréhier              |       | PS      | Seine-et-Marne (10e)                  | 2012              | non           | -       |
| Marine Brenier              |       | LR      | Alpes-Maritimes (5e)                  | 2016              | oui           | oui     |
| Xavier Breton               |       | LR      | Ain (1re)                             | 2007              | oui           | oui     |
| Philippe Briand             |       | LR      | Indre-et-Loire (5e)                   | 1993              | non           | -       |
| Jean-Louis Bricout          |       | PS      | Aisne (3e)                            | 2012              | oui           | oui     |
| Jean-Jacques Bridey         |       | PS      | Val-de-Marne (7e)                     | 2012              | oui           | oui     |
| Bernard Brochand            |       | LR      | Alpes-Maritimes (8e)                  | 2001              | oui           | oui     |
| Isabelle Bruneau            |       | PS      | Indre (2e)                            | 2012              | oui           | non     |
| Marie-George Buffet         |       | PCF     | Seine-Saint-Denis (4e)                | 2002              | oui           | oui     |
| Sabine Buis                 |       | PS      | Ardèche (3e)                          | 2012              | oui           | non     |
| Jean-Claude Buisine         |       | PS      | Somme (3e)                            | 2012              | oui           | non     |
| Sylviane Bulteau            |       | PS      | Vendée (2e)                           | 2012              | oui           | non     |
| Vincent Burroni             |       | PS      | Bouches-du-Rhône (12e)                | 1998              | non           | -       |
| Dominique Bussereau         |       | LR      | Charente-Maritime (4e)                | 2010              | non           | -       |
| Alain Calmette              |       | PS      | Cantal (1re)                          | 2012              | non           | -       |
| Jean-Christophe Cambadélis  |       | PS      | Paris (16e)                           | 1988              | oui           | non     |
| Jean-Jacques Candelier      |       | PCF     | Nord (16e)                            | 2007              | non           | -       |
| Colette Capdevielle         |       | PS      | Pyrénées-Atlantiques (5e)             | 2012              | oui           | non     |
| Yann Capet                  |       | PS      | Pas-de-Calais (7e)                    | 2012              | oui           | non     |
| Christophe Caresche         |       | PS      | Paris (18e)                           | 1997              | non           | -       |
| Marie-Arlette Carlotti      |       | PS      | Bouches-du-Rhône (5e)                 | 2012              | non           | -       |
| Jean-Noël Carpentier        |       | MDP     | Val-d'Oise (3e)                       | 2012              | non           | -       |
| Olivier Carré               |       | LR      | Loiret (1re)                          | 2007              | non           | -       |
| Gilles Carrez               |       | LR      | Val-de-Marne (5e)                     | 1993              | oui           | oui     |
| Martine Carrillon-Couvreur  |       | PS      | Nièvre (1re)                          | 2002              | non           | -       |
| Patrice Carvalho            |       | PCF     | Oise (6e)                             | 1997              | oui           | non     |
| Christophe Castaner         |       | PS      | Alpes-de-Haute-Provence (2e)          | 2012              | oui           | oui     |
| Laurent Cathala             |       | PS      | Val-de-Marne (2e)                     | 1981              | non           | -       |
| Jean-Yves Caullet           |       | PS      | Yonne (2e)                            | 1999              | oui           | non     |
| Christophe Cavard           |       | PE      | Gard (6e)                             | 2012              | oui           | non     |
| Yves Censi                  |       | LR      | Aveyron (1re)                         | 2002              | oui           | non     |
| Nathalie Chabanne           |       | PS      | Pyrénées-Atlantiques (2e)             | 2012              | oui           | non     |
| Ary Chalus                  |       | GUSR    | Guadeloupe (3e)                       | 2012              | non           | -       |
| Guy Chambefort              |       | PS      | Allier (1re)                          | 2007              | non           | -       |
| Jean-Paul Chanteguet        |       | PS      | Indre (1re)                           | 1988              | oui           | non     |
| Marie-Anne Chapdelaine      |       | PS      | Ille-et-Vilaine (1re)                 | 2012              | oui           | non     |
| Gérard Charasse             |       | PRG     | Allier (3e)                           | 1997              | non           | -       |
| Gaby Charroux               |       | PCF     | Bouches-du-Rhône (13e)                | 2012              | non           | -       |
| Jérôme Chartier             |       | LR      | Val-d'Oise (7e)                       | 2002              | oui           | non     |
| André Chassaigne            |       | PCF     | Puy-de-Dôme (5e)                      | 2002              | oui           | oui     |
| Luc Chatel                  |       | LR      | Haute-Marne (1re)                     | 2002              | non           | -       |
| Guy-Michel Chauveau         |       | DVG     | Sarthe (3e)                           | 1981              | non           | -       |
| Dominique Chauvel           |       | PS      | Seine-Maritime (10e)                  | 2012              | non           | -       |
| Pascal Cherki               |       | PS      | Paris (11e)                           | 2012              | oui           | non     |
| Gérard Cherpion             |       | LR      | Vosges (2e)                           | 1993              | oui           | oui     |
| Guillaume Chevrollier       |       | LR      | Mayenne (2e)                          | 2012              | oui           | non     |
| Alain Chrétien              |       | LR      | Haute-Saône (1re)                     | 2012              | non           | -       |
| Jean-Louis Christ           |       | LR      | Haut-Rhin (2e)                        | 2002              | non           | -       |
| Dino Cinieri                |       | LR      | Loire (4e)                            | 2002              | oui           | oui     |
| Jean-David Ciot             |       | PS      | Bouches-du-Rhône (14e)                | 2012              | oui           | non     |
| Éric Ciotti                 |       | LR      | Alpes-Maritimes (1re)                 | 2007              | oui           | oui     |
| Alain Claeys                |       | PS      | Vienne (1re)                          | 1997              | non           | -       |
| Stéphane Claireaux          |       | PRG     | Saint-Pierre-et-Miquelon (1re)        | 2014              | non           | -       |
| Jean-Michel Clément         |       | PS      | Vienne (3e)                           | 2007              | oui           | oui     |
| Marie-Françoise Clergeau    |       | PS      | Loire-Atlantique (2e)                 | 1997              | non           | -       |
| Philippe Cochet             |       | LR      | Rhône (5e)                            | 2002              | oui           | non     |
| Romain Colas                |       | PS      | Essonne (9e)                          | 2014              | oui           | non     |
| Gilbert Collard             |       | FN      | Gard (2e)                             | 2012              | oui           | oui     |
| David Comet                 |       | PS      | Charente (1re)                        | 2015              | non           | -       |
| Jean-François Copé          |       | LR      | Seine-et-Marne (6e)                   | 2002              | non           | -       |
| Philip Cordery              |       | PS      | Français établis hors de France (4e)  | 2012              | oui           | non     |
| François Cornut-Gentille    |       | LR      | Haute-Marne (2e)                      | 1993              | oui           | oui     |
| Sergio Coronado             |       | EÉLV    | Français établis hors de France (2e)  | 2012              | oui           | non     |
| Valérie Corre               |       | PS      | Loiret (6e)                           | 2012              | oui           | non     |
| Jean-Louis Costes           |       | LR      | Lot-et-Garonne (3e)                   | 2013              | oui           | non     |
| Jean-Jacques Cottel         |       | PS      | Pas-de-Calais (1re)                   | 2012              | oui           | non     |
| Charles de Courson          |       | UDI     | Marne (5e)                            | 1993              | oui           | oui     |
| Édouard Courtial            |       | LR      | Oise (7e)                             | 2002              | non           | -       |
| Catherine Coutelle          |       | PS      | Vienne (2e)                           | 2007              | non           | -       |
| Jean-Michel Couve           |       | LR      | Var (4e)                              | 1986              | non           | -       |
| Jacques Cresta              |       | PS      | Pyrénées-Orientales (1re)             | 2012              | non           | -       |
| Pascale Crozon              |       | PS      | Rhône (6e)                            | 2007              | non           | -       |
| Frédéric Cuvillier          |       | PS      | Pas-de-Calais (5e)                    | 2007              | non           | -       |
| Seybah Dagoma               |       | PS      | Paris (5e)                            | 2012              | oui           | non     |
| Marie-Christine Dalloz      |       | LR      | Jura (2e)                             | 2007              | oui           | oui     |
| Karine Daniel               |       | PS      | Loire-Atlantique (3e)                 | 2016              | oui           | non     |
| Yves Daniel                 |       | PS      | Loire-Atlantique (6e)                 | 2012              | oui           | oui     |
| Olivier Dassault            |       | LR      | Oise (1re)                            | 1988              | oui           | oui     |
| Marc-Philippe Daubresse     |       | LR      | Nord (4e)                             | 1992              | non           | -       |
| Bernard Debré               |       | LR      | Paris (4e)                            | 2004              | non           | -       |
| Jean-Pierre Decool          |       | LR      | Nord (14e)                            | 2002              | non           | -       |
| Bernard Deflesselles        |       | LR      | Bouches-du-Rhône (9e)                 | 1999              | oui           | oui     |
| Laurent Degallaix           |       | UDI     | Nord (21e)                            | 2014              | non           | -       |
| Lucien Degauchy             |       | LR      | Oise (5e)                             | 1993              | non           | -       |
| Pascal Deguilhem            |       | PS      | Dordogne (1re)                        | 2007              | non           | -       |
| Rémi Delatte                |       | PS      | Côte-d'Or (2e)                        | 2007              | non           | -       |
| Florence Delaunay           |       | PS      | Landes (1re)                          | 2014              | non           | -       |
| Michèle Delaunay            |       | PS      | Gironde (2e)                          | 2007              | oui           | non     |
| Guy Delcourt                |       | PS      | Pas-de-Calais (3e)                    | 2007              | non           | -       |
| Carole Delga                |       | PS      | Haute-Garonne (8e)                    | 2012              | non           | -       |
| Jacques Dellerie            |       | PS      | Seine-Maritime (9e)                   | 2007              | non           | -       |
| Pascal Demarthe             |       | PS      | Somme (1re)                           | 2016              | non           | -       |
| Stéphane Demilly            |       | UDI     | Somme (5e)                            | 2002              | oui           | oui     |
| Sébastien Denaja            |       | PS      | Hérault (7e)                          | 2002              | oui           | non     |
| Françoise Descamps-Crosnier |       | PS      | Yvelines (8e)                         | 2012              | oui           | non     |
| Jean-Louis Destans          |       | PS      | Eure (2e)                             | 2012              | non           | -       |
| Michel Destot               |       | PS      | Isère (3e)                            | 1988              | oui           | non     |
| Patrick Devedjian           |       | LR      | Hauts-de-Seine (13e)                  | 2010              | non           | -       |
| Nicolas Dhuicq              |       | LR      | Aube (1re)                            | 2007              | oui           | non     |
| Sophie Dion                 |       | LR      | Haute-Savoie (6e)                     | 2012              | oui           | non     |
| Julien Dive                 |       | LR      | Aisne (2e)                            | 2016              | oui           | oui     |
| Marc Dolez                  |       | DVG     | Nord (17e)                            | 1997              | non           | -       |
| Fanny Dombre-Coste          |       | PS      | Hérault (3e)                          | 2012              | oui           | non     |
| Jean-Pierre Door            |       | LR      | Loiret (4e)                           | 2002              | oui           | oui     |
| Dominique Dord              |       | LR      | Savoie (1re)                          | 1997              | oui           | non     |
| René Dosière                |       | App. PS | Aisne (1re)                           | 1997              | non           | -       |
| Philippe Doucet             |       | PS      | Val-d'Oise (5e)                       | 2012              | oui           | non     |
| Sandrine Doucet             |       | PS      | Gironde (1re)                         | 2012              | non           | -       |
| David Douillet              |       | LR      | Yvelines (12e)                        | 2009              | oui           | non     |
| Jeanine Dubié               |       | PRG     | Hautes-Pyrénées (2e)                  | 2012              | oui           | oui     |
| Françoise Dubois            |       | PS      | Sarthe (1re)                          | 2012              | oui           | non     |
| Marianne Dubois             |       | LR      | Loiret (5e)                           | 2009              | oui           | oui     |
| Virginie Duby-Muller        |       | LR      | Haute-Savoie (4e)                     | 2012              | oui           | oui     |
| Jean-Pierre Dufau           |       | PS      | Landes (2e)                           | 1997              | non           | -       |
| Cécile Duflot               |       | EÉLV    | Paris (6e)                            | 2012              | oui           | non     |
| Anne-Lise Dufour-Tonini     |       | PS      | Nord (19e)                            | 2012              | oui           | non     |
| Françoise Dumas             |       | PS      | Gard (1re)                            | 2012              | oui           | oui     |
| William Dumas               |       | PS      | Gard (5e)                             | 2004              | non           | -       |
| Jean-Louis Dumont           |       | PS      | Meuse (2e)                            | 1981              | oui           | non     |
| Laurence Dumont             |       | PS      | Calvados (2e)                         | 1997              | oui           | oui     |
| Nicolas Dupont-Aignan       |       | DLF     | Essonne (8e)                          | 1997              | oui           | oui     |
| Jean-Paul Dupré             |       | PS      | Aude (3e)                             | 1997              | non           | -       |
| Yves Durand                 |       | PS      | Nord (11e)                            | 1988              | non           | -       |
| Philippe Duron              |       | PS      | Calvados (1re)                        | 1997              | non           | -       |
| Olivier Dussopt             |       | PS      | Ardèche (2e)                          | 2007              | oui           | oui     |
| Éric Elkouby                |       | PS      | Bas-Rhin (1re)                        | 2016              | oui           | non     |
| Sophie Errante              |       | PS      | Loire-Atlantique (10e)                | 2012              | oui           | oui     |
| Marie-Hélène Fabre          |       | PS      | Aude (2e)                             | 2012              | oui           | non     |
| Olivier Falorni             |       | DVG     | Charente-Maritime (1re)               | 2012              | oui           | oui     |
| Daniel Fasquelle            |       | LR      | Pas-de-Calais (4e)                    | 2007              | oui           | oui     |
| Alain Fauré                 |       | PS      | Ariège (2e)                           | 2012              | oui           | non     |
| Martine Faure               |       | PS      | Gironde (12e)                         | 2007              | non           | -       |
| Olivier Faure               |       | PS      | Seine-et-Marne (11e)                  | 2012              | oui           | oui     |
| Yannick Favennec            |       | UDI     | Mayenne (3e)                          | 2002              | oui           | oui     |
| Georges Fenech              |       | LR      | Rhône (11e)                           | 2002              | oui           | non     |
| Hervé Féron                 |       | PS      | Meurthe-et-Moselle (2e)               | 2007              | oui           | non     |
| Richard Ferrand             |       | PS      | Finistère (6e)                        | 2012              | oui           | oui     |
| Aurélie Filippetti          |       | PS      | Moselle (1re)                         | 2007              | oui           | non     |
| François Fillon             |       | LR      | Paris (2e)                            | 1981              | non           | -       |
| Geneviève Fioraso           |       | PS      | Isère (1re)                           | 2007              | non           | -       |
| Philippe Folliot            |       | UDI     | Tarn (1re)                            | 2002              | oui           | oui     |
| Marie-Louise Fort           |       | LR      | Yonne (3e)                            | 2007              | non           | -       |
| Yves Foulon                 |       | LR      | Gironde (8e)                          | 2012              | oui           | non     |
| Hugues Fourage              |       | PS      | Vendée (5e)                           | 2012              | oui           | non     |
| Jean-Marc Fournel           |       | PS      | Meurthe-et-Moselle (3e)               | 2012              | non           | -       |
| Valérie Fourneyron          |       | PS      | Seine-Maritime (1re)                  | 2007              | oui           | non     |
| Michèle Fournier-Armand     |       | PS      | Vaucluse (1re)                        | 2012              | non           | -       |
| Michel Françaix             |       | PS      | Oise (3e)                             | 1988              | oui           | non     |
| Marc Francina               |       | LR      | Haute-Savoie (5e)                     | 2002              | non           | -       |
| Christian Franqueville      |       | PS      | Vosges (4e)                           | 1997              | oui           | non     |
| Jacqueline Fraysse          |       | FG      | Hauts-de-Seine (4e)                   | 1978              | non           | -       |
| Jean-Christophe Fromantin   |       | DVD     | Hauts-de-Seine (6e)                   | 2012              | non           | -       |
| Yves Fromion                |       | LR      | Cher (1re)                            | 1997              | non           | -       |
| Jean-Claude Fruteau         |       | PS      | La Réunion (5e)                       | 2007              | non           | -       |
| Laurent Furst               |       | LR      | Bas-Rhin (6e)                         | 2012              | oui           | oui     |
| Jean-Louis Gagnaire         |       | PS      | Loire (2e)                            | 2007              | non           | -       |
| Geneviève Gaillard          |       | PS      | Deux-Sèvres (1re)                     | 1997              | non           | -       |
| Yann Galut                  |       | PS      | Cher (3e)                             | 1997              | oui           | non     |
| Claude de Ganay             |       | LR      | Loiret (3e)                           | 2012              | oui           | oui     |
| Sauveur Gandolfi-Scheit     |       | LR      | Haute-Corse (1re)                     | 2007              | oui           | non     |
| Guillaume Garot             |       | PS      | Mayenne (1re)                         | 2007              | oui           | oui     |
| Renaud Gauquelin            |       | PS      | Rhône (7e)                            | 2012              | oui           | non     |
| Hervé Gaymard               |       | LR      | Savoie (2e)                           | 1993              | non           | -       |
| Annie Genevard              |       | LR      | Doubs (5e)                            | 2012              | oui           | oui     |
| Guy Geoffroy                |       | LR      | Seine-et-Marne (9e)                   | 2002              | oui           | non     |
| Bernard Gérard              |       | LR      | Nord (9e)                             | 2007              | oui           | non     |
| Jean-Marc Germain           |       | PS      | Hauts-de-Seine (12e)                  | 2012              | oui           | non     |
| Alain Gest                  |       | LR      | Somme (4e)                            | 1993              | non           | -       |
| Paul Giacobbi               |       | DVG     | Haute-Corse (2e)                      | 2002              | non           | -       |
| Daniel Gibbs                |       | LR      | Saint-Martin/Saint-Barthélemy (1re)   | 2012              | non           | -       |
| Franck Gilard               |       | LR      | Eure (5e)                             | 2002              | non           | -       |
| Jean-Patrick Gille          |       | PS      | Indre-et-Loire (1re)                  | 2007              | oui           | non     |
| Georges Ginesta             |       | LR      | Var (5e)                              | 2002              | non           | -       |
| Charles Ange Ginésy         |       | LR      | Alpes-Maritimes (2e)                  | 2005              | non           | -       |
| Jean-Pierre Giran           |       | LR      | Var (3e)                              | 1997              | non           | -       |
| Joël Giraud                 |       | PRG     | Hautes-Alpes (2e)                     | 2002              | oui           | oui     |
| Jean Glavany                |       | PS      | Hautes-Pyrénées (1re)                 | 1993              | oui           | non     |
| Yves Goasdoué               |       | DVG     | Orne (3e)                             | 2012              | non           | -       |
| Claude Goasguen             |       | LR      | Paris (14e)                           | 1997              | oui           | oui     |
| Daniel Goldberg             |       | PS      | Seine-Saint-Denis (10e)               | 2012              | oui           | non     |
| Philippe Gomès              |       | CE      | Nouvelle-Calédonie (2e)               | 2012              | oui           | oui     |
| Jean-Pierre Gorges          |       | LR      | Eure-et-Loir (1re)                    | 2002              | non           | -       |
| Geneviève Gosselin-Fleury   |       | PS      | Manche (4e)                           | 2012              | non           | -       |
| Philippe Gosselin           |       | LR      | Manche (1re)                          | 2007              | oui           | oui     |
| Pascale Got                 |       | PS      | Gironde (5e)                          | 2007              | oui           | non     |
| Marc Goua                   |       | PS      | Maine-et-Loire (2e)                   | 2007              | non           | -       |
| Philippe Goujon             |       | LR      | Paris (12e)                           | 1993              | oui           | non     |
| Linda Gourjade              |       | PS      | Tarn (3e)                             | 2012              | oui           | non     |
| Laurent Grandguillaume      |       | PS      | Côte-d'Or (1re)                       | 2012              | non           | -       |
| Claude Greff                |       | LR      | Indre-et-Loire (2e)                   | 2002              | oui           | non     |
| Jean Grellier               |       | PS      | Deux-Sèvres (3e)                      | 2007              | non           | -       |
| Arlette Grosskost           |       | LR      | Haut-Rhin (5e)                        | 2002              | non           | -       |
| Serge Grouard               |       | LR      | Loiret (2e)                           | 2002              | oui           | non     |
| Henri Guaino                |       | LR      | Yvelines (3e)                         | 2012              | oui           | non     |
| Françoise Guégot            |       | LR      | Seine-Maritime (2e)                   | 2007              | oui           | non     |
| Édith Gueugneau             |       | DVG     | Saône-et-Loire (2e)                   | 2012              | non           | -       |
| Jean-Claude Guibal          |       | LR      | Alpes-Maritimes (4e)                  | 1997              | non           | -       |
| Élisabeth Guigou            |       | PS      | Seine-Saint-Denis (6e)                | 2002              | oui           | non     |
| Jean-Jacques Guillet        |       | LR      | Hauts-de-Seine (8e)                   | 1993              | non           | -       |
| Christophe Guilloteau       |       | LR      | Rhône (10e)                           | 2003              | non           | -       |
| Chantal Guittet             |       | PS      | Finistère (5e)                        | 2012              | oui           | non     |
| David Habib                 |       | PS      | Pyrénées-Atlantiques (3e)             | 2002              | oui           | oui     |
| Meyer Habib                 |       | UDI     | Français établis hors de France (8e)  | 2013              | oui           | oui     |
| Razzy Hammadi               |       | PS      | Seine-Saint-Denis (7e)                | 2012              | oui           | non     |
| Benoît Hamon                |       | PS      | Yvelines (11e)                        | 2012              | oui           | non     |
| Mathieu Hanotin             |       | PS      | Seine-Saint-Denis (2e)                | 2012              | oui           | non     |
| Michel Heinrich             |       | LR      | Vosges (1re)                          | 2002              | non           | -       |
| Michel Herbillon            |       | LR      | Val-de-Marne (8e)                     | 1997              | oui           | oui     |
| Antoine Herth               |       | LR      | Bas-Rhin (5e)                         | 2002              | oui           | oui     |
| Patrick Hetzel              |       | LR      | Bas-Rhin (7e)                         | 2012              | oui           | oui     |
| Francis Hillmeyer           |       | UDI     | Haut-Rhin (6e)                        | 2000              | oui           | non     |
| Gilda Hobert                |       | PRG     | Rhône (1re)                           | 2014              | non           | -       |
| Philippe Houillon           |       | LR      | Val-d'Oise (1re)                      | 1993              | non           | -       |
| Guénhaël Huet               |       | LR      | Manche (2e)                           | 2007              | oui           | non     |
| Joëlle Huillier             |       | PS      | Isère (10e)                           | 2012              | oui           | non     |
| Christian Hutin             |       | MRC     | Nord (13e)                            | 2007              | oui           | oui     |
| Sébastien Huyghe            |       | LR      | Nord (5e)                             | 2002              | oui           | oui     |
| Monique Iborra              |       | PS      | Haute-Garonne (6e)                    | 2007              | oui           | oui     |
| Françoise Imbert            |       | PS      | Haute-Garonne (5e)                    | 1997              | non           | -       |
| Michel Issindou             |       | PS      | Isère (2e)                            | 2007              | non           | -       |
| Christian Jacob             |       | LR      | Seine-et-Marne (4e)                   | 1995              | oui           | oui     |
| Denis Jacquat               |       | LR      | Moselle (2e)                          | 1986              | non           | -       |
| Éric Jalton                 |       | App. PS | Guadeloupe (1re)                      | 2002              | non           | -       |
| Serge Janquin               |       | PS      | Pas-de-Calais (10e)                   | 1993              | non           | -       |
| Yves Jégo                   |       | UDI     | Seine-et-Marne (3e)                   | 2002              | oui           | oui     |
| Henri Jibrayel              |       | PS      | Bouches-du-Rhône (7e)                 | 2007              | oui           | non     |
| Romain Joron                |       | PS      | Somme (2e)                            | 2012              | non           | -       |
| Régis Juanico               |       | PS      | Loire (1re)                           | 2007              | oui           | oui     |
| Laurent Kalinowski          |       | PS      | Moselle (6e)                          | 2012              | non           | -       |
| Marietta Karamanli          |       | PS      | Sarthe (2e)                           | 2007              | oui           | oui     |
| Philippe Kemel              |       | PS      | Pas-de-Calais (11e)                   | 2012              | oui           | non     |
| Christian Kert              |       | LR      | Bouches-du-Rhône (11e)                | 1988              | oui           | non     |
| Chaynesse Khirouni          |       | PS      | Meurthe-et-Moselle (1re)              | 2012              | oui           | non     |
| Nathalie Kosciusko-Morizet  |       | LR      | Essonne (4e)                          | 2002              | oui           | non     |
| Jacques Kossowski           |       | LR      | Hauts-de-Seine (3e)                   | 1997              | non           | -       |
| Jacques Krabal              |       | PRG     | Aisne (5e)                            | 2012              | oui           | oui     |
| Patrick Labaune             |       | LR      | Drôme (1re)                           | 2002              | non           | -       |
| Bernadette Laclais          |       | PS      | Savoie (4e)                           | 2012              | oui           | non     |
| Valérie Lacroute            |       | LR      | Seine-et-Marne (2e)                   | 2012              | oui           | oui     |
| Conchita Lacuey             |       | PS      | Gironde (4e)                          | 1997              | non           | -       |
| Marc Laffineur              |       | LR      | Maine-et-Loire (7e)                   | 1988              | non           | -       |
| Jean-Christophe Lagarde     |       | UDI     | Seine-Saint-Denis (5e)                | 2002              | oui           | oui     |
| Sonia Lagarde               |       | CE      | Nouvelle-Calédonie (1re)              | 2012              | non           | -       |
| François-Michel Lambert     |       | FD      | Bouches-du-Rhône (10e)                | 2012              | oui           | oui     |
| Jérôme Lambert              |       | PS      | Charente (3e)                         | 1986              | oui           | oui     |
| Jacques Lamblin             |       | LR      | Meurthe-et-Moselle (4e)               | 2007              | non           | -       |
| Jean-François Lamour        |       | LR      | Paris (13e)                           | 2007              | oui           | non     |
| François Lamy               |       | PS      | Essonne (6e)                          | 1997              | oui           | non     |
| Anne-Christine Lang         |       | PS      | Paris (9e)                            | 2012              | oui           | oui     |
| Colette Langlade            |       | PS      | Dordogne (3e)                         | 2007              | oui           | non     |
| Guillaume Larrivé           |       | LR      | Yonne (1re)                           | 2012              | oui           | oui     |
| Laure de La Raudière        |       | LR      | Eure-et-Loir (3e)                     | 2007              | oui           | oui     |
| Jean Lassalle               |       |         | Pyrénées-Atlantiques (4e)             | 2002              | oui           | oui     |
| Jean Launay                 |       | PS      | Lot (2e)                              | 1998              | non           | -       |
| Jean-Luc Laurent            |       | MRC     | Val-de-Marne (10e)                    | 2012              | oui           | non     |
| Charles de La Verpillière   |       | LR      | Ain (2e)                              | 2007              | oui           | oui     |
| Thierry Lazaro              |       | LR      | Nord (6e)                             | 1993              | oui           | non     |
| Alain Lebœuf                |       | LR      | Vendée (1re)                          | 2012              | oui           | non     |
| Marylise Lebranchu          |       | PS      | Finistère (4e)                        | 1997              | non           | -       |
| Pierre-Yves Le Borgn'       |       | PS      | Français établis hors de France (7e)  | 2012              | oui           | non     |
| Jean-Yves Le Bouillonnec    |       | PS      | Val-de-Marne (11e)                    | 2002              | non           | -       |
| Patrick Lebreton            |       | PS      | La Réunion (4e)                       | 2007              | non           | -       |
| Gilbert Le Bris             |       | PS      | Finistère (8e)                        | 1981              | non           | -       |
| Isabelle Le Callennec       |       | LR      | Ille-et-Vilaine (5e)                  | 2012              | oui           | non     |
| Anne-Yvonne Le Dain         |       | PS      | Hérault (2e)                          | 2012              | oui           | non     |
| Jean-Yves Le Déaut          |       | PS      | Meurthe-et-Moselle (6e)               | 1986              | non           | -       |
| Viviane Le Dissez           |       | PS      | Côtes-d'Armor (2e)                    | 2012              | oui           | non     |
| Vincent Ledoux              |       | LR      | Nord (10e)                            | 2012              | oui           | oui     |
| Michel Lefait               |       | PS      | Pas-de-Calais (8e)                    | 1997              | non           | -       |
| Dominique Lefebvre          |       | PS      | Val-d'Oise (10e)                      | 2012              | oui           | non     |
| Frédéric Lefebvre           |       | LR      | Français établis hors de France (1re) | 2007              | oui           | non     |
| Marc Le Fur                 |       | LR      | Côtes-d'Armor (3e)                    | 1993              | oui           | oui     |
| Annie Le Houérou            |       | PS      | Côtes-d'Armor (4e)                    | 2012              | oui           | non     |
| Pierre Lellouche            |       | LR      | Paris (1re)                           | 1993              | non           | -       |
| Annick Le Loch              |       | PS      | Finistère (7e)                        | 2007              | non           | -       |
| Axelle Lemaire              |       | PS      | Français établis hors de France (3e)  | 2012              | oui           | non     |
| Bruno Le Maire              |       | LR      | Eure (1re)                            | 2007              | oui           | oui     |
| Patrick Lemasle             |       | PS      | Haute-Garonne (7e)                    | 1997              | non           | -       |
| Dominique Le Mèner          |       | LR      | Sarthe (5e)                           | 2002              | non           | -       |
| Catherine Lemorton          |       | PS      | Haute-Garonne (1re)                   | 2007              | oui           | non     |
| Christophe Léonard          |       | PS      | Ardennes (2e)                         | 2012              | oui           | non     |
| Jean Leonetti               |       | LR      | Alpes-Maritimes (7e)                  | 1997              | non           | -       |
| Annick Lepetit              |       | PS      | Paris (3e)                            | 2002              | oui           | non     |
| Pierre Lequiller            |       | LR      | Yvelines (4e)                         | 1988              | non           | -       |
| Philippe Le Ray             |       | LR      | Morbihan (2e)                         | 2012              | oui           | non     |
| Jean-Pierre Le Roch         |       | PS      | Morbihan (3e)                         | 2012              | non           | -       |
| Bruno Le Roux               |       | PS      | Seine-Saint-Denis (1re)               | 1997              | non           | -       |
| Arnaud Leroy                |       | PS      | Français établis hors de France (5e)  | 2012              | non           | -       |
| Marie-Thérèse Le Roy        |       | PS      | Finistère (1re)                       | 2012              | non           | -       |
| Maurice Leroy               |       | UDI     | Loir-et-Cher (3e)                     | 1997              | oui           | oui     |
| Michel Lesage               |       | PS      | Côtes-d'Armor (1re)                   | 2012              | oui           | non     |
| Bernard Lesterlin           |       | DVG     | Allier (2e)                           | 2007              | non           | -       |
| Serge Letchimy              |       | PPM     | Martinique (3e)                       | 2007              | oui           | oui     |
| Céleste Lett                |       | LR      | Moselle (5e)                          | 2002              | oui           | non     |
| Marie Le Vern               |       | PS      | Seine-Maritime (6e)                   | 2012              | oui           | non     |
| Geneviève Levy              |       | LR      | Var (1re)                             | 2002              | oui           | oui     |
| Michel Liebgott             |       | PS      | Moselle (8e)                          | 1997              | non           | -       |
| Martine Lignières-Cassou    |       | PS      | Pyrénées-Atlantiques (1re)            | 1997              | non           | -       |
| Audrey Linkenheld           |       | PS      | Nord (2e)                             | 2012              | oui           | non     |
| François Loncle             |       | PS      | Eure (4e)                             | 1981              | non           | -       |
| Gabrielle Louis-Carabin     |       | DVG     | Guadeloupe (2e)                       | 2002              | non           | -       |
| Lucette Lousteau            |       | PS      | Lot-et-Garonne (1re)                  | 2012              | oui           | non     |
| Véronique Louwagie          |       | LR      | Orne (2e)                             | 2012              | oui           | oui     |
| Lionnel Luca                |       | LR      | Alpes-Maritimes (6e)                  | 1997              | non           | -       |
| Victorin Lurel              |       | PS      | Guadeloupe (4e)                       | 2002              | non           | -       |
| Gilles Lurton               |       | LR      | Ille-et-Vilaine (7e)                  | 2012              | oui           | oui     |
| Jean-Pierre Maggi           |       | PS      | Bouches-du-Rhône (8e)                 | 2012              | non           | -       |
| Noël Mamère                 |       | DVG     | Gironde (3e)                          | 1997              | non           | -       |
| Jean-François Mancel        |       | LR      | Oise (2e)                             | 1978              | non           | -       |
| Jacqueline Maquet           |       | PS      | Pas-de-Calais (2e)                    | 2007              | oui           | oui     |
| Laurent Marcangeli          |       | LR      | Corse-du-Sud (1re)                    | 2012              | non           | -       |
| Marie-Lou Marcel            |       | PS      | Aveyron (2e)                          | 2007              | non           | -       |
| Marion Maréchal-Le Pen      |       | FN      | Vaucluse (3e)                         | 2012              | non           | -       |
| Thierry Mariani             |       | LR      | Français établis hors de France (11e) | 1993              | oui           | non     |
| Alfred Marie-Jeanne         |       | MIM     | Martinique (1re)                      | 1997              | non           | -       |
| Hervé Mariton               |       | LR      | Drôme (3e)                            | 1993              | non           | -       |
| Alain Marleix               |       | LR      | Cantal (2e)                           | 1993              | non           | -       |
| Olivier Marleix             |       | LR      | Eure-et-Loir (2e)                     | 2012              | oui           | oui     |
| Franck Marlin               |       | LR      | Essonne (2e)                          | 1995              | oui           | oui     |
| Jean-René Marsac            |       | PS      | Ille-et-Vilaine (4e)                  | 2007              | non           | -       |
| Alain Marsaud               |       | LR      | Français établis hors de France (10e) | 1993              | oui           | non     |
| Philippe Martin             |       | PS      | Gers (1re)                            | 2002              | non           | -       |
| Philippe Martin             |       | LR      | Marne (3e)                            | 1993              | non           | -       |
| Martine Martinel            |       | PS      | Haute-Garonne (4e)                    | 2007              | oui           | non     |
| Patrice Martin-Lalande      |       | LR      | Loir-et-Cher (2e)                     | 1993              | non           | -       |
| Alain Marty                 |       | LR      | Moselle (4e)                          | 2002              | non           | non     |
| Frédérique Massat           |       | PS      | Ariège (1re)                          | 2007              | non           | -       |
| Véronique Massonneau        |       | PE      | Vienne (4e)                           | 2012              | oui           | non     |
| Jean-Claude Mathis          |       | LR      | Aube (2e)                             | 2002              | non           | -       |
| Sandrine Mazetier           |       | PS      | Paris (8e)                            | 2007              | oui           | non     |
| François de Mazières        |       | LR      | Yvelines (1re)                        | 2012              | non           | -       |
| Michel Ménard               |       | PS      | Loire-Atlantique (5e)                 | 2007              | oui           | non     |
| Patrick Mennucci            |       | PS      | Bouches-du-Rhône (4e)                 | 2012              | oui           | non     |
| Gérard Menuel               |       | LR      | Aube (3e)                             | 1993              | oui           | oui     |
| Damien Meslot               |       | LR      | Territoire de Belfort (1re)           | 2002              | non           | -       |
| Kléber Mesquida             |       | PS      | Hérault (5e)                          | 2002              | non           | -       |
| Philippe Meunier            |       | LR      | Rhône (13e)                           | 2007              | oui           | non     |
| Jean-Claude Mignon          |       | LR      | Seine-et-Marne (1re)                  | 1988              | non           | -       |
| Paul Molac                  |       | UDB     | Morbihan (4e)                         | 2012              | oui           | oui     |
| Pierre Morange              |       | LR      | Yvelines (6e)                         | 1997              | oui           | non     |
| Yannick Moreau              |       | LR      | Vendée (3e)                           | 2012              | non           | -       |
| Pierre Morel-A-L'Huissier   |       | LR      | Lozère (1re)                          | 2002              | oui           | oui     |
| Alain Moyne-Bressand        |       | LR      | Isère (6e)                            | 1986              | oui           | non     |
| Pierre-Alain Muet           |       | PS      | Rhône (2e)                            | 2007              | non           | -       |
| Jacques Myard               |       | LR      | Yvelines (5e)                         | 1993              | oui           | non     |
| Dominique Nachury           |       | LR      | Rhône (4e)                            | 2012              | oui           | non     |
| Philippe Naillet            |       | PS      | La Réunion (1re)                      | 2012              | non           | -       |
| Philippe Nauche             |       | PS      | Corrèze (2e)                          | 1997              | oui           | non     |
| Yves Nicolin                |       | LR      | Loire (5e)                            | 1993              | non           | -       |
| Nathalie Nieson             |       | PS      | Drôme (4e)                            | 2012              | non           | -       |
| Jean-Philippe Nilor         |       | MIM     | Martinique (4e)                       | 2012              | oui           | oui     |
| Philippe Noguès             |       | DVG     | Morbihan (6e)                         | 2012              | oui           | non     |
| Robert Olive                |       | PS      | Pyrénées-Orientales (3e)              | 2012              | non           | -       |
| Maud Olivier                |       | PS      | Essonne (5e)                          | 2012              | oui           | non     |
| Patrick Ollier              |       | LR      | Hauts-de-Seine (7e)                   | 1988              | non           | -       |
| Dominique Orliac            |       | PRG     | Lot (1re)                             | 2007              | oui           | non     |
| Monique Orphé               |       | PS      | La Réunion (6e)                       | 2012              | oui           | non     |
| Michel Pajon                |       | PS      | Seine-Saint-Denis (3e)                | 1996              | non           | -       |
| Bertrand Pancher            |       | UDI     | Meuse (1re)                           | 2007              | oui           | oui     |
| Luce Pane                   |       | PS      | Seine-Maritime (3e)                   | 2012              | oui           | non     |
| George Pau-Langevin         |       | PS      | Paris (15e)                           | 2007              | oui           | oui     |
| Christian Paul              |       | PS      | Nièvre (2e)                           | 1997              | oui           | non     |
| Rémi Pauvros                |       | PS      | Nord (3e)                             | 2012              | oui           | non     |
| Germinal Peiro              |       | PS      | Dordogne (4e)                         | 1997              | non           | -       |
| Jacques Pélissard           |       | LR      | Jura (1re)                            | 1993              | non           | -       |
| Hervé Pellois               |       | App. PS | Morbihan (1re)                        | 2012              | oui           | oui     |
| Jean-Claude Perez           |       | DVG     | Aude (1re)                            | 1997              | oui           | non     |
| Stéphanie Pernod-Beaudon    |       | LR      | Ain (3e)                              | 2012              | oui           | non     |
| Bernard Perrut              |       | LR      | Rhône (9e)                            | 1997              | oui           | oui     |
| Édouard Philippe            |       | LR      | Seine-Maritime (7e)                   | 2007              | non           | -       |
| Sébastien Pietrasanta       |       | PS      | Hauts-de-Seine (2e)                   | 2012              | non           | -       |
| Sylvia Pinel                |       | PRG     | Tarn-et-Garonne (2e)                  | 2007              | oui           | oui     |
| Christine Pirès-Beaune      |       | PS      | Puy-de-Dôme (2e)                      | 2012              | oui           | oui     |
| Michel Piron                |       | UDI     | Maine-et-Loire (4e)                   | 2002              | non           | -       |
| Philippe Plisson            |       | PS      | Gironde (11e)                         | 2007              | non           | -       |
| Élisabeth Pochon            |       | PS      | Seine-Saint-Denis (8e)                | 2012              | oui           | non     |
| Jean-Frédéric Poisson       |       | PCD     | Yvelines (10e)                        | 2007              | oui           | non     |
| Bérengère Poletti           |       | LR      | Ardennes (1re)                        | 2002              | oui           | oui     |
| Napole Polutélé             |       |         | Wallis-et-Futuna (1re)                | 2012              | oui           | oui     |
| Axel Poniatowski            |       | LR      | Val-d'Oise (2e)                       | 2002              | oui           | non     |
| Josette Pons                |       | LR      | Var (6e)                              | 2002              | non           | -       |
| Pascal Popelin              |       | PS      | Seine-Saint-Denis (12e)               | 2012              | non           | -       |
| Dominique Potier            |       | PS      | Meurthe-et-Moselle (5e)               | 2012              | oui           | oui     |
| Michel Pouzol               |       | PS      | Essonne (3e)                          | 2012              | oui           | non     |
| Régine Povéda               |       | PS      | Lot-et-Garonne (2e)                   | 2012              | non           | -       |
| Patrice Prat                |       | DVG     | Gard (3e)                             | 2012              | non           | -       |
| Christophe Priou            |       | LR      | Loire-Atlantique (7e)                 | 2002              | non           | -       |
| Joaquim Pueyo               |       | PS      | Orne (1re)                            | 2012              | oui           | oui     |
| François Pupponi            |       | PS      | Val-d'Oise (8e)                       | 2007              | oui           | oui     |
| Didier Quentin              |       | LR      | Charente-Maritime (5e)                | 1997              | oui           | oui     |
| Catherine Quéré             |       | PS      | Charente-Maritime (3e)                | 2007              | non           | -       |
| Valérie Rabault             |       | PS      | Tarn-et-Garonne (1re)                 | 2012              | oui           | oui     |
| Monique Rabin               |       | PS      | Loire-Atlantique (9e)                 | 2012              | oui           | non     |
| Dominique Raimbourg         |       | PS      | Loire-Atlantique (4e)                 | 1997              | oui           | non     |
| Marie Récalde               |       | PS      | Gironde (6e)                          | 2012              | oui           | non     |
| Frédéric Reiss              |       | LR      | Bas-Rhin (8e)                         | 2002              | oui           | oui     |
| Jean-Luc Reitzer            |       | LR      | Haut-Rhin (3e)                        | 1988              | oui           | oui     |
| Marie-Line Reynaud          |       | PS      | Charente (2e)                         | 1997              | non           | -       |
| Bernard Reynès              |       | LR      | Bouches-du-Rhône (15e)                | 2007              | oui           | oui     |
| Franck Reynier              |       | UDI     | Drôme (2e)                            | 2007              | oui           | non     |
| Pierre Ribeaud              |       | PS      | Isère (5e)                            | 2012              | non           | -       |
| Arnaud Richard              |       | UDI     | Yvelines (7e)                         | 2007              | oui           | non     |
| Franck Riester              |       | LR      | Seine-et-Marne (5e)                   | 2007              | oui           | oui     |
| Eduardo Rihan Cypel         |       | PS      | Seine-et-Marne (8e)                   | 2012              | oui           | non     |
| Thierry Robert              |       | MoDem   | La Réunion (7e)                       | 2012              | oui           | oui     |
| Denys Robiliard             |       | PS      | Loir-et-Cher (1re)                    | 2012              | oui           | non     |
| Arnaud Robinet              |       | LR      | Marne (1re)                           | 2008              | non           | -       |
| Camille de Rocca Serra      |       | LR      | Corse-du-Sud (2e)                     | 2002              | oui           | non     |
| François Rochebloine        |       | UDI     | Loire (3e)                            | 1988              | oui           | non     |
| Alain Rodet                 |       | PS      | Haute-Vienne (1re)                    | 1981              | non           | -       |
| Marcel Rogemont             |       | PS      | Ille-et-Vilaine (8e)                  | 1997              | non           | -       |
| Sophie Rohfritsch           |       | LR      | Bas-Rhin (4e)                         | 2012              | oui           | non     |
| Frédéric Roig               |       | PS      | Hérault (4e)                          | 2012              | oui           | non     |
| Barbara Romagnan            |       | PS      | Doubs (1re)                           | 2012              | oui           | non     |
| Gwendal Rouillard           |       | PS      | Morbihan (5e)                         | 2007              | oui           | oui     |
| Jean-Louis Roumégas         |       | EÉLV    | Hérault (1re)                         | 2012              | oui           | non     |
| René Rouquet                |       | PS      | Val-de-Marne (9e)                     | 1981              | non           | -       |
| Alain Rousset               |       | PS      | Gironde (7e)                          | 2007              | non           | -       |
| François de Rugy            |       | PE      | Loire-Atlantique (1re)                | 2007              | oui           | oui     |
| Martial Saddier             |       | LR      | Haute-Savoie (3e)                     | 2002              | oui           | oui     |
| Maina Sage                  |       | TH      | Polynésie française (1re)             | 2012              | oui           | oui     |
| Boinali Saïd                |       | DVG     | Mayotte (1re)                         | 2012              | oui           | non     |
| Stéphane Saint-André        |       | PRG     | Pas-de-Calais (9e)                    | 2012              | oui           | non     |
| Paul Salen                  |       | LR      | Loire (6e)                            | 2007              | oui           | non     |
| Rudy Salles                 |       | UDI     | Alpes-Maritimes (3e)                  | 1988              | oui           | non     |
| Nicolas Sansu               |       | PCF     | Cher (2e)                             | 2012              | oui           | non     |
| Béatrice Santais            |       | PS      | Savoie (3e)                           | 2012              | non           | -       |
| André Santini               |       | UDI     | Hauts-de-Seine (10e)                  | 1988              | non           | -       |
| Éva Sas                     |       | EÉLV    | Essonne (7e)                          | 2012              | oui           | non     |
| Odile Saugues               |       | PS      | Puy-de-Dôme (1re)                     | 1997              | non           | -       |
| Gilbert Sauvan              |       | PS      | Alpes-de-Haute-Provence (1re)         | 2012              | non           | -       |
| Gilles Savary               |       | PS      | Gironde (9e)                          | 2012              | oui           | non     |
| François Scellier           |       | LR      | Val-d'Oise (6e)                       | 2002              | non           | -       |
| Claudine Schmid             |       | LR      | Français établis hors de France (6e)  | 2012              | oui           | non     |
| André Schneider             |       | LR      | Bas-Rhin (3e)                         | 1997              | non           | -       |
| Roger-Gérard Schwartzenberg |       | PRG     | Val-de-Marne (3e)                     | 1986              | non           | -       |
| Gérard Sebaoun              |       | PS      | Val-d'Oise (4e)                       | 2012              | non           | -       |
| Jean-Marie Sermier          |       | LR      | Jura (3e)                             | 2002              | oui           | oui     |
| Gabriel Serville            |       | PSG     | Guyane (1re)                          | 2012              | oui           | oui     |
| Fernand Siré                |       | LR      | Pyrénées-Orientales (2e)              | 2010              | oui           | non     |
| Thierry Solère              |       | LR      | Hauts-de-Seine (9e)                   | 2012              | oui           | oui     |
| Julie Sommaruga             |       | PS      | Hauts-de-Seine (11e)                  | 2012              | oui           | non     |
| Michel Sordi                |       | LR      | Haut-Rhin (4e)                        | 2002              | non           | -       |
| Éric Straumann              |       | LR      | Haut-Rhin (1re)                       | 2007              | oui           | oui     |
| Claude Sturni               |       | App. LR | Bas-Rhin (9e)                         | 2012              | non           | -       |
| Alain Suguenot              |       | LR      | Côte-d'Or (5e)                        | 1993              | non           | -       |
| Michèle Tabarot             |       | LR      | Alpes-Maritimes (9e)                  | 2002              | oui           | oui     |
| Jonas Tahuaitu              |       | Th      | Polynésie française (2e)              | 2012              | non           | -       |
| Suzanne Tallard             |       | PS      | Charente-Maritime (2e)                | 2012              | non           | -       |
| Lionel Tardy                |       | LR      | Haute-Savoie (2e)                     | 2007              | oui           | non     |
| Jean-Charles Taugourdeau    |       | LR      | Maine-et-Loire (3e)                   | 2002              | oui           | oui     |
| Guy Teissier                |       | LR      | Bouches-du-Rhône (6e)                 | 1988              | oui           | oui     |
| Michel Terrot               |       | LR      | Rhône (12e)                           | 1986              | non           | -       |
| Jean-Marie Tétart           |       | LR      | Yvelines (9e)                         | 2012              | oui           | non     |
| Pascal Thévenot             |       | LR      | Yvelines (2e)                         | 2012              | oui           | non     |
| Thomas Thévenoud            |       | DVG     | Saône-et-Loire (1re)                  | 2012              | non           | -       |
| Dominique Tian              |       | LR      | Bouches-du-Rhône (2e)                 | 1997              | oui           | non     |
| Sylvie Tolmont              |       | PS      | Sarthe (4e)                           | 2012              | non           | -       |
| Jean-Louis Touraine         |       | PS      | Rhône (3e)                            | 2007              | oui           | oui     |
| Alain Tourret               |       | PRG     | Calvados (6e)                         | 1997              | oui           | oui     |
| Stéphane Travert            |       | PS      | Manche (3e)                           | 2012              | oui           | oui     |
| Catherine Troallic          |       | PS      | Seine-Maritime (8e)                   | 2012              | oui           | non     |
| Jean-Paul Tuaiva            |       | TH      | Polynésie française (3e)              | 2012              | non           | -       |
| Cécile Untermaier           |       | PS      | Saône-et-Loire (4e)                   | 2012              | oui           | oui     |
| Daniel Vaillant             |       | PS      | Paris (17e)                           | 1988              | oui           | non     |
| Jacques Valax               |       | PS      | Tarn (2e)                             | 2007              | non           | -       |
| Manuel Valls                |       | PS      | Essonne (1re)                         | 2002              | oui           | oui     |
| François Vannson            |       | LR      | Vosges (3e)                           | 1993              | non           | -       |
| Catherine Vautrin           |       | LR      | Marne (2e)                            | 2002              | oui           | non     |
| Michel Vauzelle             |       | PS      | Bouches-du-Rhône (16e)                | 2007              | non           | -       |
| Francis Vercamer            |       | UDI     | Nord (7e)                             | 2002              | oui           | oui     |
| Patrice Verchère            |       | LR      | Rhône (8e)                            | 2007              | oui           | oui     |
| Fabrice Verdier             |       | PS      | Gard (4e)                             | 2012              | oui           | non     |
| Michel Vergnier             |       | PS      | Creuse (1re)                          | 1997              | oui           | non     |
| Jean-Sébastien Vialatte     |       | LR      | Var (7e)                              | 2002              | oui           | non     |
| Arnaud Viala                |       | LR      | Aveyron (3e)                          | 2012              | oui           | oui     |
| Philippe Vigier             |       | UDI     | Eure-et-Loir (4e)                     | 2007              | oui           | oui     |
| Jean-Pierre Vigier          |       | LR      | Haute-Loire (2e)                      | 2012              | oui           | oui     |
| Patrick Vignal              |       | PS      | Hérault (9e)                          | 2012              | oui           | oui     |
| François-Xavier Villain     |       | UDI     | Nord (18e)                            | 2002              | non           | -       |
| Jean-Michel Villaumé        |       | PS      | Haute-Saône (2e)                      | 2007              | non           | -       |
| Philippe Vitel              |       | LR      | Var (2e)                              | 2002              | oui           | non     |
| Jean-Jacques Vlody          |       | PS      | La Réunion (3e)                       | 2012              | oui           | non     |
| Michel Voisin               |       | LR      | Ain (4e)                              | 1988              | non           | -       |
| Jean-Luc Warsmann           |       | LR      | Ardennes (3e)                         | 1993              | oui           | oui     |
| Laurent Wauquiez            |       | LR      | Haute-Loire (1re)                     | 2004              | non           | -       |
| Patrick Weiten              |       | UDI     | Moselle (9e)                          | 2012              | non           | -       |
| Éric Woerth                 |       | LR      | Oise (4e)                             | 2002              | oui           | oui     |
| Paola Zanetti               |       | PS      | Moselle (7e)                          | 2012              | oui           | non     |
| Marie-Jo Zimmermann         |       | LR      | Moselle (3e)                          | 1998              | oui           | non     |
| Michel Zumkeller            |       | UDI     | Territoire de Belfort (2e)            | 2002              | oui           | oui     |